# Sandkat
Sandkatten (Felis margarita) er et dyr i kattefamilien. Sandkatten bliver 45-57 cm lang med en hale på 28-35 cm og vejer 1,5-3,5 kg. Den lever i det nordlige Afrika og i det sydlige og vestlige Asien. Hunnen føder i gennemsnit tre unger.
I Nordafrika er der varmt om dagen og koldt om natten. Derfor er Sandkatten hele tiden i fare for at blive både stegt og frosset ihjel. Kattens ører hjælper med til at holde den afkølet om dagen, og den har også pels under poterne, så den ikke brænder sig på sandet, som kan blive meget varmt. Dens pels er dejlig varm om natten. Sandkatten er meget sjælden. Den lever af små pattedyr eller firben, og hvis chancen er der, spiser den også insekter.

## Underarter
Der findes to underarter af sandkatten:
- Felis margarita margarita
- Felis margarita thinobia